# Dejan Jakovljevic
Dejan Jakovljevic (* 21. November 1991 in Banja Luka, SFR Jugoslawien, heute Bosnien und Herzegowina) ist ein bosnisch-herzegowinischer Fußballspieler.

## Karriere
Sein Ligaspieldebüt gab er am 26. Juli 2011 unter Ranko Jakovljevic, seinem Vater und ehemaligen Trainer des FC Aarau. Er bestritt bislang neunzehn Ligaspiele für Aarau und eines im Pokal. Zudem bestritt er ein Match für die bosnisch-herzegowinische U-21-Nationalmannschaft.
Seit Juli 2014 spielt er für den SC Cham.
Dejan Jakovljevic wohnt in Suhr.